# Histoire des chemins de fer italiens

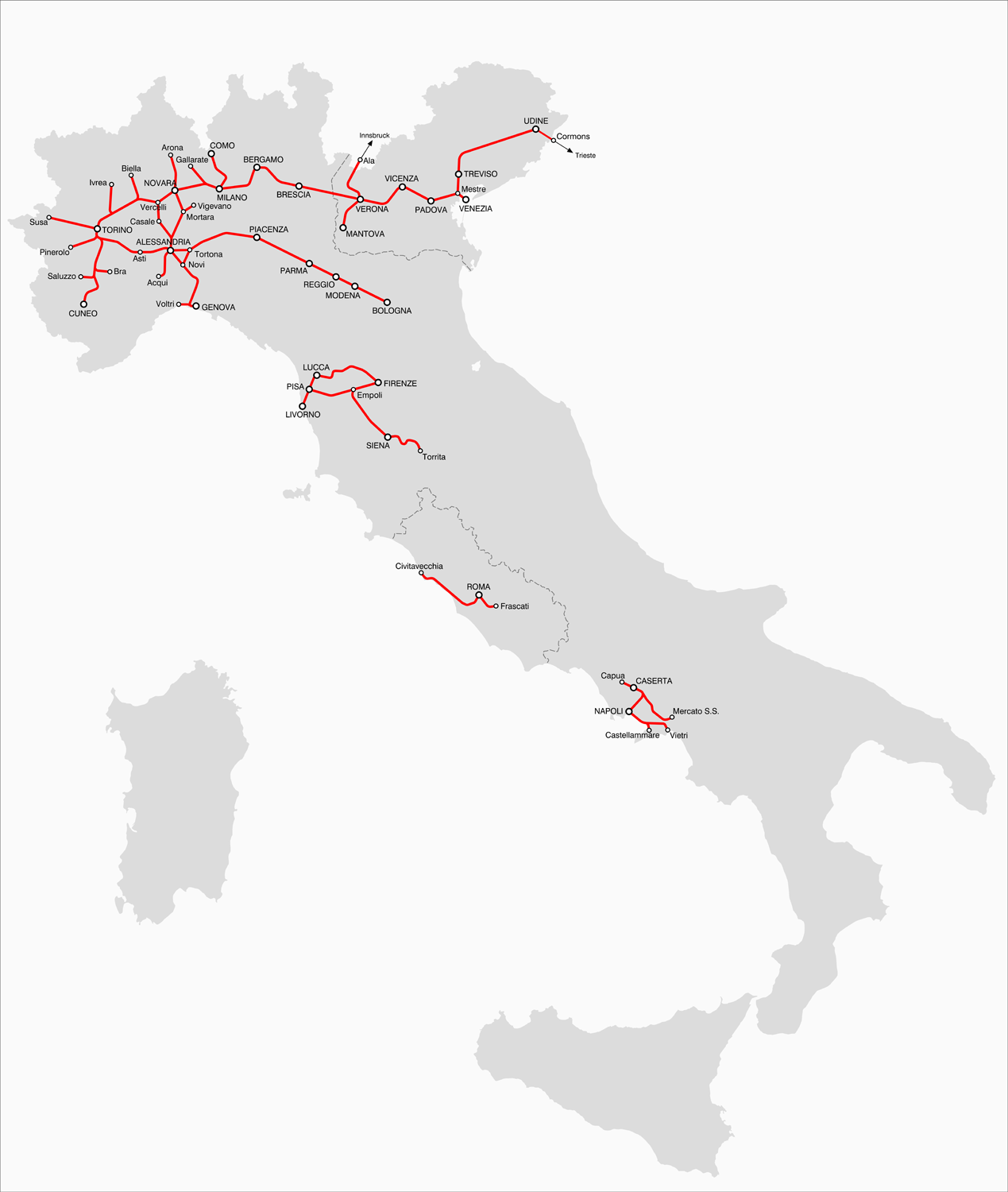
Les chemins de fer italiennes à la proclamation du royaume d'Italie (17 mars 1861).

Les chemins de fer italiennes: 1940

L'Histoire des chemins de fer italiens débute avec le roi des Deux-Siciles, Ferdinand II, lorsqu'il soutient le premier chemin de fer dans la péninsule italique.
La ligne Naples-Portici est inaugurée le 3 octobre 1839 par le roi : 

« Questo cammino ferrato gioverà senza dubbio al commercio e considerando come tale nuova strada debba riuscire di utilità al mio popolo, assai più godo nel mio pensiero che, terminati i lavori fino a Nocera e Castellammare, io possa vederli tosto proseguiti per Avellino fino al lido del Mare Adriatico. »

Toujours sous l'impulsion de Ferdinand II de Bourbon-Siciles, l'industrialisation du royaume eut un vif essor :
- construction de voies ferrées,
- construction de locomotives à Pietrarsa,
- sidérurgie en Calabre fournissant les matières premières à la construction des chemins de fer,
- chantiers navals,
- etc.

En 1847, le royaume de Piémont-Sardaigne achète sept locomotives au royaume des Deux-Siciles : Pietrarsa, Corsi, Robertson, Vesuvio, Maria Teresa, Etna et Partenope.
Dans les années 1940, l'Italie exploite l'ETR 200, une automotrice conçue pour une vitesse commerciale de 175 km/h.
Dans les années 1990, l’Italie développe la frecciarossa (« flèche rouge », ETR 500 et ETR 1000).

L’Italie développe aussi des trains pendulaires depuis les années 1950 (première génération, ETR 401, ETR 450 ; deuxième génération, ETR 460, ETR 470 ; troisième génération, ETR 480-485 (it) ; quatrième génération (New Pendolino), ETR 600, ETR 610).
Dans les années 1940, le parti communiste italien organise l'initiative sociale des trains du bonheur, qui verra quelques 70 000 enfants vivant dans le Mezzogiorno devasté trouver des familles d'accueil en Italie du Nord,.